# Geomys bursarius
Geomys bursarius (Гофер рівнинний) — гризун з роду Гоферів, родини Гоферові.

## Морфологічні особливості

### Морфометрія
Розміри дорослих тварин для канадської частини ареалу. Самці на 10—15% більші й до 25% важчі за самиць. Самці: загальна довжина 285—298 мм, хвіст 85—94 мм, задні ступні 36,5—38,5 мм, вага 226,5—343 гр. Самиці: загальна довжина 241—272 мм, хвіст 72—84 мм, задні ступні 32,6—35 мм, вага самиць 220—260,7 гр. Новонароджені приблизно 40 мм в довжину і вагою близько 5 гр.

### Опис
Має товсте шовковисте хутро, яке є темнішим зверху й світлішим знизу. Колір хутра прагне збігтися з кольором ґрунту, в якому тварина живе, тому варіює від жовтувато-коричневого до темного червонувато-коричневого і чорного. Ступні бурувато-білі й хутро над носом часто буває білуватим. Очі маленькі, вуха короткі і голі, на передніх лапах великі копальні кігті. Є щічні сумки для транспортування продуктів харчування. Хвіст короткий, рожевуватий, рідко вкритий білими волосками. Довгі вібриси над верхньою губою щоках і зап'ястях служать для надання тактильної інформації в темряві тунелів. Хвіст також використовується для таких цілей. Зубна формула 1/1, 0/0, 1/1, 3/3, загалом 20 зубів.

## Середовище проживання
Країни проживання: Канада (Манітоба), США (Колорадо, Іллінойс, Індіана, Айова, Канзас, Міннесота, Міссурі, Небраска, Нью-Мексико, Північна Дакота, Оклахома, Південна Дакота, Техас, Вісконсин, Вайомінг). Вид воліє відкриті землі такі як прерії, пасовища, посівні площі з глибоким, пухким, вологим ґрунтом. Часто зустрічаються в створених людиною місцях проживання, таких як газони, кладовища, поля для гольфу, узбіччя доріг.

## Життя

### Звички
Вид риючий, створює під землею в великі системи тунелів. Більшість курганів і тунелів будуються навесні і восени. Вид активний і вдень і вночі; пікові періоди копання вночі і в сутінкові години. Дієта включає в себе, м'ясисті корені, соковиті стебла і дрібні плоди. Це одиночні тварини, що живуть у вільній "колонії". Тунелі сусідів не пов'язані між собою.

### Життєвий цикл
Парування відбувається навесні. Вагітність триває близько 30 днів. Самиці народжують один виводок на рік, з березня по травень, з середньою кількістю 4—5 дитинчат. Молодь стає статевозрілою в 12 місяців.